# NACS GOTTA ME!
NACS GOTTA ME!（なっくすがため）は、2001年1月8日から2005年9月24日まで、エフエム北海道（AIR-G'）で放送していた、ラジオ番組。TEAM NACSの冠番組でもある。通称「ガタメ」。開始当初は、火曜未明 2:00 - 3:00（月曜深夜）に放送していたが、開始から1年後に、日曜未明 0:00 - 1:00（土曜深夜）枠に移動した。

## DJ
TEAM-NACSの5人（森崎博之・安田顕・佐藤重幸・大泉洋・音尾琢真）のうちから大体2～3人が週替わりで出演。
番組の進行は基本的にリーダーの森崎が行うが、森崎が不在の場合には安田、両方不在の場合には佐藤というようにナックス番号順（北海学園大学時代の学年順）に進行が決められている。
特に以下の組み合わせには名前がある。
- 安田・音尾－マッスルガタメ（二人とも筋骨隆々のため。ドラバラ鈴井の巣のマッスルブラザースに起因する。）
- 安田・佐藤－ハンサムガタメ（二人ともハンサムだから。）
- 森崎・音尾－ブサイクガタメ（ハンサムガタメに比べると見劣りするという意味で。）
- 森崎・安田－ワンツーガタメ（ナックスの中での順番が1･2の二人だから。）もしくはリーダーガタメ（安田が一時期サブリーダーだったため）
- 佐藤・大泉－おにぎりガタメ（おにぎりあたためますかを担当しているため。ファンタンガタメともいうが、これは一時のユニットのためあまり使われない）

この他に、出演者の頭文字をとって「MO（森崎と大泉もしくは音尾）」ガタメ、「YSO（安田と佐藤と音尾）」ガタメなどと呼ぶ事もあった。
この組み合わせは一例であり、このほかにも佐藤と音尾、森崎と大泉などいろいろなコンビが組まれる。ちなみに大泉は2004年10月29日の収録から半年以上遠ざかっていた。一回だけ生放送に東京のウィークリーマンションから電話で出演した。
初期は5人揃う事が多かったが、2004年頃になるとNACS自体が全国公演を行うなど多忙になり、それぞれも全国区での仕事が増えた為、全員が揃うのはイベントや聴取率調査週間（リスナーサンクスウィーク）などに限定されるようになった。番組の終了も、その辺りが原因の１つらしい。（最終回で森崎が語っている）

## エピソード
- 放送開始直後の2001年2月に行われた、AIR-G'番組審議委員会にて番組の合評が行われたが「部屋の片隅に出演者5人が集って、そこにマイクを下げただけ、としか、感じられない。」等、議事録には一つも良い事が載らない程、酷評を受けた。放送で大きく取り上げられる事は無かったが、森崎が「また番組審議委員会で言われるぞ」と落胆半分の注意をした事がある[2]。
- 2002年10月14日には、『ブリヂストン・ブリザックpresents NACS GATTA ME! スペシャル』として、11:30 - 17:00の5時間半の特番が放送された[3]。